# Catopsilia
Catopsilia es un género de mariposas de la familia Pieridae.

## Descripción
La especie tipo es Papilo crocale Cramer, 1775, según designación posterior realizada por Scudder en 1872.

## Diversidad
Existen 6 especies reconocidas en el género, 3 de ellas tienen distribución afrotropical. Algunas son especies migratorias (Catopsilia pomona).

## Plantas hospederas
Las especies del género Catopsilia se alimentan de plantas de las familias Fabaceae, Malvaceae, Araceae, Brassicaceae y Salvadoraceae. Las plantas hospederas reportadas incluyen los géneros Bauhinia, Butea, Cassia, Senna, Acacia, Gossypium, Sesbania, Brownea Pterocarpus, Colocasia, Crotalaria, Ormocarpum, Paraserianthes y Tephrosia.